# Тэруха
Тэруха (яп. 照葉, 22 апреля 1896 — 22 октября 1994), настоящее имя Тацуко Такаока (яп. 高岡 辰子 такаока тацуко) — японская гейша и писательница.
Получила известность за красоту, а также за то, что отрезала себе фалангу мизинца в знак преданности любовнику. Позировала для открыток; среди иностранных коллекционеров стала известна как девятипалая гейша (яп. 9本指の芸者). Стала прототипом одной из героинь в рассказе Дзякутё Сэтоути «Дзётоку» (яп. 女徳).

## Ранние годы
Родилась в префектуре Нара. Отец работал кузнецом и страдал от алкоголизма. Когда Тацуко было два года, мать Цуру Ода (яп. 小田つる ода цуру) умерла, воспитанием девочки занималась бабушка. С семи лет Тацуко работала помощницей, разливающей чай в парке. Когда ей было 12 лет, отец обманом продал её в осакский ханамати «Нанти» (яп. 南地). Интересовавшимся судьбой Тацуко отец говорил, что она умерла.
В 14 лет Тацуко купила за 20 иен и удочерила хозяйка борделя «Кагая» (яп. 加賀屋); Тацуко дебютировала под именем Тиёха (яп. 千代葉). Её красота сразу же сделала её звездой; мидзуагэ Тиёхи выкупил генеральный директор Осакской биржи. В 15 лет Тиёха вступила в отношения с бизнесменом Отоминэ (яп. 音峰). Однажды он обнаружил вставленную в её зеркальце фотографию актёра кабуки и в гневе разорвал отношения. В знак верности Тиёха совершила юбицумэ — отрезала себе часть мизинца. Имеется также теория, что Тиёха предложила Отоминэ двойное самоубийство, а когда он отказался, совершила юбицумэ. 

## Переезд в Токио

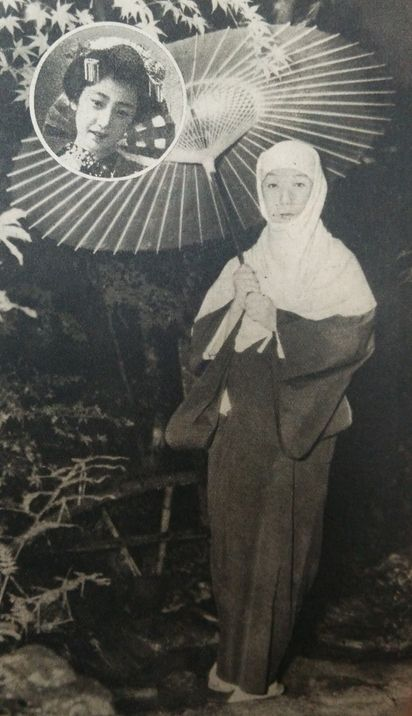
Тэруха в зрелом возрасте

Случай с отрезанием пальца стал громким скандалом, и Тацуко в 1911 году переехала в Токио. Она стала работать гейшей в квартале Мукодзима в домике Кёфуэн (яп. 香浮園 кё:фуэн) под псевдонимом Тэруха (яп. 照葉). О ней стала заботиться гейша Кёка (яп. 淸香), имевшая отношения с графом Гото Такэтаро; она же выкупила долг Тэрухи для переезда в Токио. В день дебюта Тэрухе стало известно, что в пожаре погиб её любимый младший брат. К тому моменту отношения с Отоминэ окончились, но история отрезавшей ради любви палец гейши волновала умы, и она быстро превратилась в звезду квартала, даже несмотря на свою природную скромность. Вместе с Манрю Тэруха была самой знаменитой гейшей Токио. Открытки и фотографии Тэрухи были очень популярны, и, узнав о том, что многие из фото скопированы незаконно, она обратилась в суд. 
Несмотря на то, что обычных талантов, необходимых гейше (танец, игра на музыкальных инструментах), у Тэрухи не было, она стала знаменита за свою начитанность и умение сочинять прозу.

## Замужество и дальнейшая жизнь
В 1919 году Тэруха покинула карюкай, вернулась к имени Тацуко и вышла замуж за трейдера и управляющего Суэдзо Оду (яп. 小田末蔵 ода суэдзо:). В следующем году муж отвёз её в Нью-Йорк и здесь Тацуко обучилась английскому языку в женской школе, однако со временем она обнаружила, что Суэдзо потерял к ней интерес и стал изменять. Тацуко начала пить и вести разгульный образ жизни; в частности, у неё была любовная связь с американской девушкой по имени Хильдегард. Их отношения также не продлились долго. По возвращении на родину Тацуко совершает попытку самоубийства и разводится с Суэдзо. Следующее её путешествие — в Лондон, где встречает своего старинного друга Сэссю Хаякаву, который советует ей переехать в Париж. Здесь 28-летняя Тацуко родила дочь, после чего вернулась в Японию и снова стала гейшей.
В 1923 году Тацуко снялась в главной роли в фильме Сиро Накагавы «Врата любви» (яп. 愛の扉). Она прекращает карьеру гейши и снова выходит замуж, на этот раз за доктора медицинских наук, однако он становится банкротом, после чего открывает бар в Осаке. В 1928 году Тацуко издаёт первую автобиографию «Признания Тэрухи» (яп. 照葉懺悔 тэруха дзангэ). В 1935 году 39-летняя Тацуко постригается в монахини в касихарском храме Кумэдэра и берёт имя Тисё (яп. 智照 тисё:), которое содержит иероглиф «знание» и иероглиф «свет» из её профессионального псевдонима. Работала при храме Гио-дзи.
В 1963 году Дзякутё Сэтоути написала роман «Дзётоку», вдохновлённый жизнью Тэрухи.
Умерла в 1994 году в возрасте 98 лет.

## Сочинения
- 高岡辰子. 照葉懺悔. — 騒人社書局, 1928.
- 高岡辰子. 照葉懺悔. — 騒人社書局, 1928.
- 高岡辰子. 照葉始末書. — 万里閣書房, 1929.
- 高岡辰子. 黒髪懺悔. — 中央公論社, 1934.
- 高岡辰子. 祗王寺日記. — 講談社, 1973.
- 高岡辰子. 花喰鳥―京都祇王寺庵主自伝. — かまくら春秋社, 1984.
- 高岡辰子. つゆ草日記―嵯峨野 祇王寺庵主自伝. — 永田書房, 1992.